# Milbank
La ville de Milbank est le siège du comté de Grant, dans l’État du Dakota du Sud, aux États-Unis. Lors du recensement de 2010, sa population s’élevait à 3 353 habitants.
La ville doit son nom à Jeremiah Milbank, un directeur du Milwaukee Railroad. La municipalité s'étend sur 2,84 milles carrés (7,36 km2), dont 0,08 milles carrés (21 ha) d'étendues d'eau.

## Démographie
| 1890  | 1900  | 1910  | 1920  | 1930  | 1940  |
| ----- | ----- | ----- | ----- | ----- | ----- |
| 1 207 | 1 426 | 2 015 | 2 215 | 2 389 | 2 745 |

| 1950  | 1960  | 1970  | 1980  | 1990  | 2000  |
| ----- | ----- | ----- | ----- | ----- | ----- |
| 2 982 | 3 500 | 3 727 | 4 120 | 3 879 | 3 640 |

| 2010  | - | - | - | - | - |
| ----- | - | - | - | - | - |
| 3 353 | - | - | - | - | - |